# Jezioro Wilcze (województwo lubuskie)
Jezioro Wilcze – jezioro w Puszczy Rzepińskiej, w Polsce, położone w województwie lubuskim, w powiecie sulęcińskim, w gminie Torzym.
Jezioro znajduje się na obszarze chronionego krajobrazu „Puszcza nad Pliszką” oraz w granicach obszaru specjalnej ochrony siedlisk Natura 2000 „Rynna Jezior Torzymskich” PLH080073.

## Położenie i opis
Jezioro położone jest w południowej części powiatu sulęcińskiego, na terenie Równiny Torzymskiej. Akwen znajduje się ok. 2 km na południowy zachód od miejscowości Torzym. Nieco na zachód znajduje się podobne wielkością jezioro Karsienko, natomiast na wschód niewielkie Jeziorko. Zbiornik w całości otoczony jest lasami. Ma nieregularny kształt, z kilkoma niewielkimi półwyspami i zatokami. Największy półwysep znajduje się w północno-wschodniej części jeziora, w jego północnej części znajduje się niewielka lokalna plaża. Brzegi akwenu przeważnie strome i suche, jedynie południowy brzeg porasta szeroki pas roślinności wodnej. Jezioro pozbawione jest dopływów powierzchniowych lecz w przeszłości przyjmowało wody z pobliskiego jeziora Karsienko.

## Hydronimia
Jezioro pojawia się w źródłach w 1893 jako Wilken See, a następnie Wilcze (1951), J. Zygmuntowskie (1975), Jezioro Jasne (1990). Państwowy rejestr nazw geograficznych jako nazwę urzędową akwenu podaje Wilcze, wymieniając nazwy oboczne Jezioro Jasne oraz Jezioro Wilcze. Dodatkowo w różnych publikacjach i na mapach topograficznych jezioro to występuje pod nazwą Jezioro Zygmuntowskie.

## Morfometria
Według danych Instytutu Meteorologii i Gospodarki Wodnej powierzchnia zwierciadła wody jeziora wynosi 15,1 ha, A. Choiński, poprzez planimetrowanie na mapach 1:50 000, określił wielkość jeziora na 25 ha, natomiast według danych IRŚ powierzchnia wynosi 27 ha.
Średnia głębokość zbiornika wodnego to 4,3 m, a maksymalna to 9,5 m (według IMGW), bądź 10,6 m (według IRŚ). Objętość jeziora wynosi 649,3 tys. m³. Maksymalna długość jeziora to 1110 m, a szerokość 370 m. Długość linii brzegowej wynosi 2950 m.
Według Atlasu jezior Polski (red. J. Jańczak, 1996) lustro wody znajduje się na wysokości 85,2 m n.p.m., natomiast według numerycznego modelu terenu udostępnionego przez Geoportal 84,2 m n.p.m.
Według Mapy Podziału Hydrograficznego Polski leży na terenie zlewni czwartego poziomu Zlewnia bezodpływowych jez.: Karasienko i Wilczego. Identyfikator MPHP to 17810.

## Zagospodarowanie
Gospodarkę rybacką na jeziorze prowadzi Polski Związek Wędkarski Okręg w Zielonej Górze. Ze względu na typologię rybacką jest to jezioro typu leszczowego.
Nad brzegami jeziora nie ma kąpieliska wyznaczonego zgodnie z zasadami dyrektywy kąpieliskowej. Mimo to w jego północno-wschodniej części znajduje się niewielka plaża, wykorzystywana przez okolicznych mieszkańców.